# Francia igerendszer
Ez a szócikk a francia nyelv igéinek rendszerével foglalkozik, azon igeidők esetében mutatva be az igeragozást és a főbb mondattani funkciókat, amelyek a mai beszélt nyelvben használatosak.
A francia igére olyan kategóriák jellemzők, mint az igenem, az igemód, az igeidő, a szám (egyes szám és többes szám), a személy és a nem (hímnem és nőnem), ez utóbbi csak a melléknévi igenév esetében.
Mivel a francia nyelv helyesírása nagyon nagy mértékben a hagyományörzés elvét követi, tehát nem tükrözi hűen a kiejtést, az igeragozásban figyelembe kell venni azt, hogy a beszédben kevesebb személyrag van, mint írásban. Vannak például olyan igekategóriák, amelyek esetében egyes igeidőkben négy személyrag háromféleképpen íródik, de a beszédben csak az igető hallatszik, tehát négy személyben az ige egyformán hangzik. Ezért a személy morfémája nagy mértékben a más szóval kifejezett alany lett, következésképpen az ige csak ilyen szó mellett jelenik meg. Harmadik személyben ez főnév, névmás, vagy ritkábban főnévi igenév, első és második személyben személyes névmás. Kivételt csak a felszólító mód képez, amelyben csak kiemelés céljából fejezik ki névmással az alanyt.
Állítmányként az igét mindig kötelező kitenni, beleértve a létigét is, akkor is, amikor névszói állítmány része kijelentő mód jelen idő harmadik személyben, pl. Il est étudiant ’(Ő – hímnem) egyetemista’, Elles sont fatiguées ’(Ők – nőnem) fáradtak’.

## Igenemek
Hagyományosan a francia nyelvben három igenemet tartanak számon: cselekvőt, visszahatót és szenvedőt. Példák olyan igével, melynek mindhárom igenemi alakja megvan:
| Cselekvő                              | Visszaható             | Szenvedő |
| ------------------------------------- | ---------------------- | --- |
| Il lave sa voiture ’Mossa a kocsiját’ | Il se lave ’Mosakodik’ | Sa voiture est lavée par son fils ’Kocsiját a fia mossa’ (szó szerint, helytelen magyarsággal *’A kocsija a fia által van mosva’) |

A visszaható igenemet formailag az jellemzi, hogy az alany mellett visszaható névmást is használnak, mely lehet tárgy (Il se lave) vagy részeshatározó: Il se reproche une erreur grave ’Súlyos hiba miatt tesz szemrehányást magának’. Személyes alakjai az alábbi táblázatban láthatók:
| Funkció        | E/1                             | E/2               | E/3                      | T/1                    | T/2                   | T3                        |
| -------------- | ------------------------------- | ----------------- | ------------------------ | ---------------------- | --------------------- | ------------------------- |
| Tárgy          | Je me lave                      | Tu te laves       | Il/Elle/On se lave       | Nous nous lavons       | Vous vous lavez       | Ils/Elles se lavent       |
| Részeshatározó | Je me reproche une erreur grave | Tu te reproches … | Il/Elle/On se reproche … | Nous nous reprochons … | Vous vous reprochez … | Ils/Elles se reprochent … |

Jellemző a visszaható igenemre az is, hogy összetett igeidő-alakokban (lásd a következő szakaszt) segédigéje mindig être ’lenni’.
Megjegyzendő, hogy nem minden visszaható alakú ige valóban visszaható. Ilyenek például a s’évader ’megszökni’, s’échapper ’elmenekülni’, s’absenter ’hiányozni, nem jelen lenni’, melyeknek cselekvő jelentése van.
A szenvedő igenem minden alakjában ott van az être segédige. Tulajdonképpen ezt ragozzák, a lexikai jelentést hordozó ige pedig múlt idejű melléknévi igenév alakjában van jelen, amelyet mindig egyeztetnek nemben és számban az alannyal. Összetett igeidőkben avoir ’birtokolni’ az être segédigéje. Példa: L’orateur a été hué par la foule ’A szónokot lehurrogta a tömeg’ (szó szerint *’A szónok le lett hurrogva a tömeg által’).
Mivel a szenvedő alakot inkább az írott nyelvben használják, a beszélt nyelvben ezt más szerkezetekkel helyettesítik.
Nagyon gyakori többnyire harmadik személyben a szenvedő alakú szerkezet helyett az on határozatlan névmásos cselekvő alakú szerkezet, bár ebben nem lehet jelen a tényleges cselekvő. Ezzel a L’orateur a été hué ’A szónokot lehurrogták’ mondatból On a hué l’orateur lesz.
Egy másik szenvedő szerkezet egy úgynevezett „félsegédige”, faire (lexikai jelentésével használtan ’csinálni, tenni’) visszaható alakjával és a lexikai jelentést hordozó ige főnévi igenevével alakított. Ebben a cselekvő is jelen lehet. Példa: L’orateur a été hué par la foule → L’orateur s’est fait huer par la foule.
Voir ’látni’ is lehet félsegédige szenvedő szerkezetben, ugyancsak főnévi igenévvel: L’entrée lui a été refusée ’Megtagadták tőle a belépés jogát’ → Elle s’est vu refuser l’entrée.
Visszaható alakú igének is lehet szenvedő jelentése. Harmadik személyű, határozatlan cselekvő által végrehajtott cselekvést fejezhet ki, pl. Aujourd’hui tout se vend sous le même toit dans les hypermarchés ’Manapság mindent egy fedél alatt, hipermarketekben árusítanak’.
Hagyományosan nem tartják számon külön igenemként, de gyakorlatilag megvan a franciában is a műveltető igenem. Ennek is félsegédigéje faire, pl. Il fait laver sa voiture ’(Meg)mosatja a kocsiját’. Ebben a szerkezetben is lehet faire visszaható alakú, részeshatározói funkciójú visszaható névmással [Il se fait laver les cheveux ’(Meg)mosatja a haját’] vagy tárgyi funkciójúval: Il s’est fait connaître par ses déclarations racistes ’Rasszista nyilatkozatai tették ismertté’.

## Igemódok, igenevek, igeidők és igei körülírások
A francia nyelvben megtalálhatók a magyar nyelvben szokásos igemódok és igenevek (kijelentő mód, feltételes mód, felszólító mód, főnévi igenév, melléknévi igenév, határozói igenév), de ezeken kívül egy negyedik mód is van, a kötőmód (subjonctif). Ez tulajdonképpen a mellékmondatban használt magyar felszólító módnak felel meg, mint például a Je veux que tu me répondes sincèrement ’Azt akarom, hogy őszintén válaszolj nekem’ mondatban. A francia felszólító mód csak parancsoló vagy tiltó.
Ami az igeidőket illeti, ezekből sokkal több van a franciában, mint a magyarban.
Hagyományosan egyszerű igeidő-alakokat, és összetetteket tartanak számon. Ez utóbbiak első eleme az avoir vagy az être segédige, a második pedig a lexikai jelentést hordozó ige múlt idejű melléknévi igeneve. Minden egyszerű alaknak megvan az összetett megfelelője, amely előidejűséget fejez ki az egyszerű alakhoz vagy más összetett alakhoz viszonyítva.
A segédigék eloszlása az igenemtől függ:
- Avoir-ral ragoznak minden cselekvő tárgyas igét, de a tárgyatlanok többségét is: J’ai bu un café ’Megittam egy kávét’, J’ai nagé pendant une heure ’Egy órán át úsztam’.
- Être-rel ragozandó:
  - minden visszaható ige, akár részes, akár tárgyas: Ils se sont écrit ’Írtak egymásnak’, Je me suis déjà réveillé ’Már felébredtem’;
  - minden szenvedő ige: Elle est peinte par Picasso ’Picasso festi le’, Elle a été peinte par Picasso ’Picasso festette le’ (Szó szerint ’Picasso által lett lefestve’);
  - néhány cselekvő tárgyatlan ige, melyek többsége mozgást leíró: aller ’menni’, venir ’jönni’, partir ’elmenni’, arriver ’érkezni’ entrer ’bemenni’, sortir ’kimenni’, monter ’felmenni’, descendre ’lemenni’, naître ’születni’, mourir ’meghalni’, rester ’maradni’, tomber ’esni’, passer ’átmenni’ és ezek prefixummal (előképzővel) (főleg a megismétlést jelző re-vel) képzett tárgyatlan változataik, pl. revenir ’visszajönni’, devenir ’(vmivé/vkivé) válni’, parvenir ’(vhova) jutni’. Példa mondatban: Je suis descendu dans la rue ’Lementem az utcára’. Entrer, sortir, monter, descendre, passer és előképzős változataik lehetnek tárgyas igék is, megváltozott jelentéssel: ’bevinni’, ’kivinni’, ’felvinni’, ’levinni’, illetve ’átvinni, átadni’, és ekkor avoir-ral ragozandók: J’ai descendu mes bagages dans la rue ’Levittem a poggyászomat az utcára’.

Kijelentő módban a hagyományosan igeidőknek tartott alakokon kívül vannak úgynevezett „igei körülírások” (futur proche „közvetlen jövő idő”, futur proche du passé „közvetlen jövő idő a múltban”, passé récent „közvetlen múlt idő” és plus-que-parfait récent „közvetlen régmúlt idő”) is, amelyek a közlés időpontjához vagy egy múltbeli időponthoz közelre helyezik a cselekvést, a történést vagy az állapotot. Ezekben az alakokban aller és venir a félsegédigék, a lexikai jelentést hordozó szó pedig főnévi igenév.
Az alábbiakban két igével (az egyik cselekvő, a másik visszaható) alkotott mondatokban mutatjuk be a francia igemódokat, igeneveket, igeidőket és igei körülírásokat.
Főnévi igenév (infinitif)
– jelen idejű (présent):
Elle veut danser ’Táncolni akar’;
Elle veut se baigner ’Fürdeni akar’;
– múlt idejű (passé):
Excuse-la d’avoir dansé avec Paul ’Bocsáss meg neki, amiért Paullal táncolt!’;
Maintenant elle regrette de s’être baignée dans cette eau froide ’Most bánja, hogy ebben a hideg vízben fürdött’;
Kijelentő mód (indicatif)
– jelen idő (présent):
Elle danse tous les samedis soirs ’Minden szombat este táncol’;
Elle se baigne souvent dans la rivière ’Gyakran fürdik a folyóban’;
– múlt időalakok:
– összetett múlt idő (passé composé):
Hier soir, elle a dansé avec plusieurs garçons. ’Tegnap este több fiúval táncolt’;
Elle s’est baignée une heure, puis elle s’est mise au soleil ’Egy órát fürdött, majd kifeküdt a napra’;
– folyamatos múlt idő (imparfait):
Dans sa jeunesse, elle dansait tous les samedis soirs ’Fiatalkorában minden szombat este táncolt’;
Elle se baignait dans le lac quand, tout à coup, il se mit à pleuvoir ’A tóban fürdött, amikor egyszerre csak eleredt az eső’;
– régmúlt idő (plus-que-parfait):
Elle m’a raconté avec qui elle avait dansé la veille ’Elmesélte nekem, kivel táncolt az előző estén’;
Elle m’a écrit qu’une semaine auparavant elle s’était baignée dans une cascade ’Azt írta nekem, hogy egy héttel azelőtt vízesésben fürdött’;
– egyszerű múlt idő (passé simple):
Ce soir-là, Isadora dansa comme une fée. ’Aznap este Isadora úgy táncolt, mint egy tündér’;
Elle se baigna dans la piscine, puis elle prit un cocktail ’Megfürdött a medencében, majd megivott egy koktélt’;
– előidejű múlt idő (passé antérieur):
Dès qu’elle eut dansé un peu, elle se sentit mieux ’Amint táncolt egy kicsit, azonnal jobban érezte magát’;
Après qu’elle se fut baignée, elle se mit au soleil ’Miután megfürdött, kifeküdt a napra’;
– közvetlen múlt idő (passé récent):
Elle vient de danser un rock très dynamique et elle n’en peut plus ’Éppen egy nagyon dinamikus rockot táncolt el, és nem bírja tovább’;
Elle ne veut plus nager, parce qu’elle vient de se baigner ’Már nem akar úszni, mert az előbb fürdött’;
– közvetlen régmúlt idő (plus-que-parfait récent):
Elle m’a dit qu’elle venait de danser un rock très dynamique et qu’elle n’en pouvait plus ’Azt mondta, hogy éppen egy nagyon dinamikus rockot táncolt el, és nem bírja tovább’;
Elle a dit qu’elle ne voulait plus nager, parce qu’elle venait de se baigner ’Azt mondta, hogy már nem akar úszni, mert kevéssel azelőtt fürdött’;
– jövő időalakok:
– egyszerű jövő idő (futur simple):
Après sa guérison, elle dansera de nouveau ’Gyógyulása után ismét fog táncolni’;
En vacances, elle se baignera beaucoup ’Szabadságon sokat fog fürdeni’;
– előidejű jövő idő (futur antérieur):
Quand elle aura dansé toute une nuit, elle sera enfin fatiguée ’Miután egy egész éjszakán át fog táncolni, végre fáradt lesz’;
Dès qu’elle se sera baignée, elle se mettra au soleil ’Amint meg fog fürdeni, ki fog feküdni a napra’;
– jövő idő a múltban (futur dans le passé) (Ugyanaz az igealak, mint a feltételes mód jelen idejűé.):
Elle a dit qu’elle danserait toute la nuit ’Azt mondta, hogy egész éjjel táncolni fog’;
Elle a dit qu’en vacances elle se baignerait beaucoup ’Azt mondta, hogy szabadságon sokat fog fürdeni’;
– előidejű jövő idő a múltban (futur antérieur du passé) (Ugyanaz az igealak, mint a feltételes mód múlt idejűé.):
Elle a dit qu’elle ne serait fatiguée que lorsqu’elle aurait dansé toute la nuit ’Azt mondta, hogy csak akkor lesz fáradt, miután egész éjjel táncolni fog’;
Elle a dit qu’elle se mettrait au soleil dès qu’elle se serait baignée ’Azt mondta, hogy ki fog feküdni a napra, amint meg fog fürdeni’;
– közvetlen jövő idő (futur proche):
Elle va danser un peu plus tard ’Kicsit később fog táncolni’;
Elle va se baigner si la pluie s’arrête ’Fürdeni fog, ha eláll az eső’;
– közvetlen jövő idő a múltban (futur proche du passé):
Elle a dit que pour le moment elle mangeait mais qu’elle allait danser un peu plus tard ’Azt mondta, hogy egyelőre eszik, de majd fog táncolni kicsit később’;
Elle a dit qu’elle allait se baigner, mais la pluie ne s’arrêtait pas ’Azt mondta, hogy fürdeni fog, de az eső nem állt el’;
Feltételes mód (conditionnel):
– jelen idő (présent):
Elle danserait toute la nuit mais elle n’a pas de partenaire ’Egész éjjel táncolna, de nincs partnere’;
Elle se baignerait mais elle n’a pas apporté de maillot ’Fürödne, de nem hozott magával fürdőruhát’;
– múlt idő 1. alak (passé première forme):
Elle aurait dansé mais elle n’avait pas de partenaire ’Táncolt volna, de nem volt partnere’;
Elle se serait baignée si elle n’avait pas été enrhumée ’Fürdött volna, ha nem lett volna náthás’;
– múlt idő 2. alak (passé deuxième forme) (Azonos a subjonctif plus-que-parfait alakjával.):
Si elle eût dansé avec celui qu’elle aimait, elle eût été heureuse ’Ha azzal táncolt volna, akit szeretett, akkor boldog lett volna’;
Si la reine se fût baignée dans le lac, la cour eût été scandalisée ’Ha a királyné a tóban fürdött volna, az udvar meg lett volna botránkozva’;
Kötőmód (subjonctif):
– jelen idő (présent):
Je souhaite qu’elle ne danse qu’avec moi ’Azt kívánom, hogy csak velem táncoljon’;
Sa mère ne veut pas que sa fille se baigne quand il fait froid ’Az anyja nem akarja, hogy a lánya akkor fürödjön, amikor hideg van’;
– múlt idő (passé):
Je suis content qu’elle n’ait dansé qu’avec moi ’Örvendek, hogy csak velem táncolt’;
Ce n’est pas normal qu’elle se soit baignée dans cette eau sale ’Nem természetes, hogy ebben a szennyes vízben fürdött’;
– imparfait:
Le comte souhaitait qu’Isabelle ne dansât qu’avec lui ’A gróf azt kívánta, hogy Isabelle csak vele táncoljon’;
Le pirate voulut que la dame se baignât avec lui dans la crique ’A kalóz azt akarta, hogy a hölgy vele együtt fürödjön a kis öbölben’;
– plus-que-parfait:
Le comte était heureux que la veille Isabelle n’eût dansé qu’avec lui ’A gróf boldog volt, hogy az előző estén Isabelle csak vele táncolt’;
Le pirate était satisfait que la dame se fût baignée avec lui ’A kalóz elégedett volt, hogy a hölgy vele együtt fürdött’;
Felszólító mód (impératif):
– jelen idő (présent):
Dansez ! ’Táncoljatok!/Táncoljanak!’;
Baignez-vous ! ’Fürödjetek!/’Fürödjenek!’;
– múlt idő (passé):
Ayez fini ce travail avant cinq heures ’Fejezze be ezt a munkát öt óráig!’ vagy ’Öt órakor be legyen fejezve ez a munka!’;
Soyez rentrés avant minuit ’Jöjjetek haza éjfél előtt!’ vagy ’Legyetek itthon éjfél előtt!’
Melléknévi igenév (participe):
– jelen idejű (présent):
Il regardait les gens dansant dans le salon ’A szalonban táncoló embereket nézte’;
Il a vu les enfants se baignant dans le ruisseau ’Látta a patakban fürdő gyerekeket’;
– múlt idejű (passé) (lásd a fenti összetett igealakokat)
– összetett múlt idejű (passé composé):
Ayant dansé la veille avec celui qu’elle aimait, elle était heureuse ’Mivel az előző este azzal táncolt, akit szeretett, boldog volt’;
S’étant baignée par ce temps, elle a pris froid ’Mivel ilyen időben fürdött, megfázott’;
Határozói igenév (gérondif):
– jelen idejű (présent):
Ils sont sortis sur la terrasse en dansant ’Táncolva mentek ki a teraszra’;
Les enfants jouaient en se baignant ’A gyerekek fürödve játszottak’;
– múlt idejű (passé):
Chacun rend compte de ce qu’il a écouté dans la musique ou dans la danse des autres, en ayant dansé ou en ayant été spectateur ’Mindegyik számot ad arról, amit kihallott a többiek zenéjéből vagy táncából, miközben táncolt, vagy néző volt’;
Elle raconte ce qu’elle a constaté dans le comportement des dauphins en s’étant baignée avec eux ’Azt meséli, mit tapasztalt a delfinek viselkedéséről, miközben velük együtt fürdött’.
A fentieken kívül is vannak még igeidők, az úgynevezett formes surcomposées, amit „kétszeresen összetett igeidők”-nek lehet lefordítani. Ezekben a segédige felveszi ugyanazt az összetett alakot, mint a ragozott ige összetett alakja, tehát a segédigének is van segédigéje. A surcomposé alakok az összetett igealakokhoz viszonyítva előbb lezajlott cselekvéseket/történéseket fejeznek ki. Elvben minden összetett alaknak megfelel surcomposé alak, de gyakorlatilag ma már csak a passé surcomposé fordul elő, a kijelentő mód összetett múlthoz viszonyítva, csak beszédben, befejezettségi jelentésű igékre korlátozottan, bizonyos időt kifejező kötőszók után. Példa: Et quand ils ont eu fini de discuter, ils sont repartis tranquillement. ’És amikor befejezték a vitát, nyugodtan tovább mentek’.

## Igeragozás és igehasználat
Az igeragozást illetően a francia igéket hagyományosan három ragozási csoportba sorolják, a főnévi igenevük képzője szerint:
1. csoport: -er képzős igék, pl. parler ’beszélni’;
2. csoport: -ir képzősek, pl. finir ’(el)végezni, befejezni’;
3. csoport (a legtöbb rendhagyó ige):

- -ir képzős igék, pl. courir ’futni’;
- -re képzős igék, pl. attendre ’várni’;
- -oir képzős igék, pl. vouloir ’akarni’.

Az alábbi szakaszokban a beszélt nyelvben használt igeidőket mutatjuk be, valamint a kijelentő mód egyszerű múlt időt, mert ebből kiindulva alakítják a beszélt nyelvben is használt múlt idejű melléknévi igenevet. Bemutatjuk még a jelen idejű melléknévi igenevet is, mivel ebből alakítják a határozói igenevet. Többnyire a cselekvő alak jelenik itt meg, mivel a cselekvő és a visszaható alak, valamint a szenvedő alak segédigéjének a ragozása azonos. Az utóbbi kettő csak szükség esetén kerül szóba.
A többi alak többé-kevésbé ritka vagy egyáltalán nem létezik a beszélt nyelvben, egyesek jelen vannak az írott, főleg az irodalmi nyelvben, mások már ott is nagyon ritkán.

### Kijelentő mód(indicatif)
Kijelentő módban szokásosan a következő igealakokat használják:
- jelen idő (présent);
- múlt időalakok:
  - összetett múlt idő (passé composé);
  - folyamatos múlt idő (imparfait);
  - régmúlt idő (plus-que-parfait);
  - közvetlen múlt idő (passé récent);
  - közvetlen régmúlt idő (plus-que-parfait récent);
- jövő időalakok:
  - egyszerű jövő idő (futur simple);
  - előidejű jövő idő (futur antérieur);
  - jövő idő a múltban (futur dans le passé);
  - közvetlen jövő idő (futur proche);
  - közvetlen jövő idő a múltban (futur proche du passé).

#### Jelen idő(présent)
Alakítása: a főnévi igenév alakjának a töve + jellegzetes személyragok (az utolsó öt ige rendhagyó):
| Főnévi igenév | Személyalakok | Személyalakok | Személyalakok | Személyalakok | Személyalakok | Személyalakok |
| ------------- | ------------- | ------------- | ------------- | ------------- | ------------- | ------------- |
| Főnévi igenév | je/j’         | tu            | il/elle/on    | nous          | vous          | ils/elles     |
| parler        | parle*        | parles        | parle         | parlons       | parlez        | parlent       |
| finir         | finis         | finis         | finit         | finissons**   | finissez      | finissent     |
| courir        | cours         | cours         | court         | courons       | courez        | courent       |
| attendre      | attends       | attends       | attend***     | attendons     | attendez      | attendent     |
| vouloir       | veux          | veux          | veut          | voulons       | voulez        | veulent       |
| avoir         | ai            | as            | a             | avons         | avez          | ont           |
| être          | suis          | es            | est           | sommes        | êtes          | sont          |
| aller         | vais          | vas           | va            | allons        | allez         | vont          |
| venir         | viens         | viens         | vient         | venons        | venez         | viennent      |

* Említésre méltó az, hogy egyes ragok csak írottak, mások pedig hallhatók is a beszédben.

** A 2. csoportbeli (-ir-es főnévi igenév) igéknek többes számban van a személyrag előtt egy jellegzetes szuffixumuk (utóképzőjük), -iss-.

*** Az attendre típusú igék egyes szám 3. személyű ragja írásban is nulla.
A francia kijelentő mód jelen idő általában ugyanazt fejezi ki, mint a magyar. Kivétel a si kötőszóval bevezetett feltételes mellékmondat állítmánya, amelynek jelen idejű alakban kell állnia nemcsak akkor, amikor a közlés időpontjába van helyezve a cselekvés, a történés vagy az állapot, hanem akkor is, ha ez jövőbeli. Példa: Si tu finis tes études même dans dix ans, tu trouveras un emploi chez moi ’Ha akár tíz év múlva is fogod befejezni a tanulmányaidat, nálam találni fogsz munkahelyet’.

#### Összetett múlt idő(passé composé)
Alakítása: avoir vagy être jelen időben és múlt idejű melléknévi igenév (participe passé). Az utóbbi nem- és számbéli egyeztetéséről lásd lentebb Múlt idejű melléknévi igenév. Példák:
| Főnévi igenév | Személyalakok   | Személyalakok | Személyalakok          | Személyalakok        | Személyalakok         | Személyalakok           |
| ------------- | --------------- | ------------- | ---------------------- | -------------------- | --------------------- | ----------------------- |
| parler        | j’ai parlé      | tu as parlé   | il/elle/on a parlé     | nous avons parlé     | vous avez parlé       | ils/elles ont parlé     |
| aller         | je suis allé(e) | tu es allé(e) | il/elle/on est allé(e) | nous sommes allé(e)s | vous êtes allé(e)(s)* | ils/elles sont allé(e)s |

* Négyféleképpen lehet egyeztetni az alannyal, mivel vous egy személyhez szóló magázásra/önözésre is használatos.
Az összetett múlt idő legjellegzetesebb vonása az, hogy elbeszélésben ezzel fejezik ki a múltban egymás után bekövetkező cselekvéseket, melyekről az igealak azt sugallja, hogy bizonyos időpontokban kezdődtek el és fejeződtek be, vagy hogy pillanatnyiak voltak, tehát az igeidőn kívül kifejezi a befejezett igeszemléletet, illetve a mozzanatos igejelleget is. Példa: Nous avons pris le train, nous avons voyagé pendant trois heures et nous sommes arrivés sans retard ’Felszálltunk a vonatra, három órán át utaztunk és késés nélkül megérkeztünk’.
Mivel ezen időalak segédigéje jelen időben áll, olyan múltbeli cselekvést is kifejez, melynek következményei a közlés időpontjában is megvannak: La découverte de ce médicament a permis de prolonger notablement la vie des patients ’Ezen orvosság felfedezése lehetővé tette a páciensek életének jelentős meghosszabbítását’.

#### Folyamatos múlt idő(imparfait)
Alakítása – a jelen idő többes szám első személyű alak töve + jellegzetes személyragok:
| Főnévi igenév | Kijelentő mód jelen idő T/1 | Személyalakok | Személyalakok | Személyalakok        | Személyalakok   | Személyalakok  | Személyalakok         |
| ------------- | --------------------------- | ------------- | ------------- | -------------------- | --------------- | -------------- | --------------------- |
| faire         | nous faisons                | je faisais    | tu faisais    | il/elle/on faisait   | nous faisions   | vous faisiez   | ils/elles faisaient   |
| finir         | nous finissons              | je finissais  | tu finissais  | il/elle/on finissait | nous finissions | vous finissiez | ils/elles finissaient |

Megjegyzendő, hogy a 2. csoportbeli (-ir-es főnévi igenév) igéknek minden személyragja előtt megvan az -iss- szuffixum.
Egyetlen rendhagyó ige van ebben az időalakban, être, melynek töve imparfait-ben ét-.
Használata:
- A múltról szóló elbeszélésben olyan időalakhoz viszonyul, mint az összetett múlt vagy az egyszerű múlt (lásd lentebb), ezekkel ellenkezően olyan időszakokban történő eseményeket fejezve ki, amelyek eleje és vége nincs számba véve, és amelyek egy időben zajlanak a másik időalakú cselekvésekkel, mintegy háttérként szolgálva ezeknek, tehát a múlt időn kívül a folyamatos igeszemléletet és a tartós-huzamos igejelleget is kifejezi. Példa: Quand je suis entré, il pleuvait, le vent soufflait, la radio était allumée, la fenêtre était ouverte, je l’ai fermée ’Amikor hazaértem, esett az eső, fújt a szél, a rádió be volt kapcsolva, az ablak ki volt nyitva, becsuktam’.
- Az előzőhöz kötődik a folyamatos múlt használata mellékmondatban, egyidejűség kifejezésére a múltban, a főmondat állítmányának cselekvésével, például függő beszédben: Il dit qu’il est malade ’Azt mondja, hogy beteg’ → Il a dit qu’il était malade ’Azt mondta, hogy beteg’.
- Előfordul, hogy egyazon mondatban csak folyamatos múltú, a múltban ismétlődő, szokásos cselekvés(eke)t, történés(eke)t vagy állapot(oka)t kifejező igék vannak, de ekkor is bele van értve egy ezeket megszakító esemény, amely összetett vagy egyszerű múltban lenne kifejezve: Quand j’étais jeune, je me promenais et je lisais beaucoup ’Amikor fiatal voltam, sokat sétáltam és olvastam.
- A si-vel bevezetett feltételes mellékmondatban a folyamatos múltat használják a feltételes mód jelen idő helyett: Si j’avais le temps, je t’attendrais ’Ha lenne időm, megvárnálak’.

#### Régmúlt idő(plus-que-parfait)
Alakítása – avoir vagy être imparfait-ben és participe passé:
| Főnévi igenév | Személyalakok   | Személyalakok    | Személyalakok          | Személyalakok        | Személyalakok         | Személyalakok              |
| ------------- | --------------- | ---------------- | ---------------------- | -------------------- | --------------------- | -------------------------- |
| parler        | j’avais parlé   | tu avais parlé   | il/elle/on avait parlé | nous avions parlé    | vous aviez parlé      | ils/elles avaient parlé    |
| aller         | j’étais allé(e) | tu étais allé(e) | il/elle était allé(e)  | nous étions allé(e)s | vous étiez allé(e)(s) | ils/elles étaient allé(e)s |

A régmúlt idő elsősorban egy múltbeli cselekvéssel, történéssel, állapottal szembeni előidejűséget fejez ki:
- Mivel a folyamatos múltnak megfelelő összetett igeidő-alak, előidejűséget fejezhet ki ezzel szemben, ennek a múltban megismételt cselekvést kifejező használatával: Quand je n’avais pas compris quelque chose, j’allais voir Jean ’Amikor nem értettem meg valamit, Jeanhoz szoktam menni’.[17]
- főmondatban: Tout à l’heure tu m’avais dit que tu devais aller chez le dentiste. T’es pas encore parti ? ’Az előbb azt mondtad, hogy fogorvoshoz kell menned. Még nem mentél el?’
- mellékmondatban, például függő beszédben: Elle m’a dit qu’elle n’avait rien compris ’Azt mondta, hogy semmit sem értett az egészből’.

Ezen kívül a si-vel bevezetett feltételes mondatban a múltban nem teljesült feltételt fejez ki, a feltételes mód múlt idő helyett: Si tu m’avais écouté, tu ne serais pas dans cette situation ’Ha rám hallgattál volna, nem lennél ebben a helyzetben’.

#### Egyszerű múlt idő(passé simple)
Alakítása: a főnévi igenév alakjának a töve + igekategóriára jellemző magánhangzó + jellegzetes személyragok (az utolsó két ige rendhagyó):
| Főnévi igenév | Személyalakok | Személyalakok | Személyalakok | Személyalakok | Személyalakok | Személyalakok |
| ------------- | ------------- | ------------- | ------------- | ------------- | ------------- | ------------- |
| Főnévi igenév | je/j’         | tu            | il/elle/on    | nous          | vous          | ils/elles     |
| parler        | parlai        | parlas        | parla*        | parlâmes      | parlâtes      | parlèrent     |
| finir**       | finis         | finis         | finit         | finîmes       | finîtes       | finirent      |
| courir        | courus        | courus        | courut        | courûmes      | courûtes      | coururent     |
| attendre      | attendis      | attendis      | attendit      | attendîmes    | attendîtes    | attendirent   |
| vouloir       | voulus        | voulus        | voulut        | voulûmes      | voulûtes      | voulurent     |
| avoir         | eus           | eus           | eut           | eûmes         | eûtes         | eurent        |
| être***       | fus           | fus           | fut           | fûmes         | fûtes         | furent        |

* Nulla személyrag.

** A 2. csoportbeli igék egyes számú alakjai azonosak a jelen idejű megfelelő alakokkal.

*** Avoir és être-en kívül még számos rendhagyó ige létezik.
Az egyszerű múlt használata általában megegyezik a passé composé-éval, azonban ma már csak írott formában használatos, szépirodalomban, történelmi írásokban, esetleg magasabb szintű publicisztikai írásokban is előfordul. A passé simple által kifejezett cselekvés különbözik mégis a passé composé-val kifejezettől abban, hogy semmiképpen nem kötődik a jelenhez.

#### Közvetlen múlt idő(passé récent)
Alakítása: a venir ige kijelentő mód jelen idejű alakja + a de elöljárószó + főnévi igenév:
| Főnévi igenév | Személyalakok      | Személyalakok      | Személyalakok              | Személyalakok         | Személyalakok        | Személyalakok                |
| ------------- | ------------------ | ------------------ | -------------------------- | --------------------- | -------------------- | ---------------------------- |
| parler        | je viens de parler | tu viens de parler | il/elle/on vient de parler | nous venons de parler | vous venez de parler | ils/elles viennent de parler |

Ez az igei körülírás múltbeli, de a közlés idejéhez képest viszonylag nagyon közeli cselekvést vagy történést fejez ki: Solange vient de rentrer ’Solange az előbb tért haza’, L’écrivain vient de publier son troisième livre ’Az író nemrég publikálta harmadik könyvét’.

#### Közvetlen régmúlt idő(plus-que-parfait récent)
Alakítása: a venir ige kijelentő mód folyamatos múlt idejű alakja + a de elöljárószó + főnévi igenév:
| Főnévi igenév | Személyalakok       | Személyalakok       | Személyalakok               | Személyalakok          | Személyalakok         | Személyalakok                |
| ------------- | ------------------- | ------------------- | --------------------------- | ---------------------- | --------------------- | ---------------------------- |
| parler        | je venais de parler | tu venais de parler | il/elle/on venait de parler | nous venions de parler | vous veniez de parler | ils/elles venaient de parler |

A plus-que-parfait récent egy más múltbeli cselekvéshez viszonyítva fejez ki azelőtt nemrég lezajlott cselekvést vagy történést: Solange venait de rentrer quand le facteur lui a apporté une lettre ’Solange éppen hazatért, amikor a postás levelet hozott neki’.

#### Egyszerű jövő idő(futur simple)
Alakítása: az ige főnévi igeneve (-re képző esetén ennek e-je nélkül) + az avoir ige kijelentő mód jelen idejű alakjaiból származó személyragok:
| Főnévi igenév | Személyalakok | Személyalakok | Személyalakok       | Személyalakok   | Személyalakok  | Személyalakok        |
| ------------- | ------------- | ------------- | ------------------- | --------------- | -------------- | -------------------- |
| parler        | je parlerai   | tu parleras   | il/elle/on parlera  | nous parlerons  | vous parlerez  | ils/elles parleront  |
| attendre      | j’attendrai   | tu attendras  | il/elle/on attendra | nous attendrons | vous attendrez | ils/elles attendront |

Több ige rendhagyó futur simple-ben, abban az értelemben, hogy főnévi igenevük eltorzult (ilyen például az avoir), vagy abban, hogy ezen igealakban más a tövük, mint a főnévi igenevüké (például être), de a főnévi igenév képzőjének az r-je mindig ott van a személyrag előtt:
| Főnévi igenév | Személyalakok | Személyalakok | Személyalakok   | Személyalakok | Személyalakok | Személyalakok    |
| ------------- | ------------- | ------------- | --------------- | ------------- | ------------- | ---------------- |
| avoir         | j’aurai       | tu auras      | il/elle/on aura | nous aurons   | vous aurez    | ils/elles auront |
| être          | je serai      | tu seras      | il/elle/on sera | nous serons   | vous serez    | ils/elles seront |

Az egyszerű jövő idő általában a közlés időpontjához képest viszonylag nem túl közeli jövőbeli cselekvést, történést vagy állapotot fejez ki. Példa: Louis viendra aussi ’Louis is el fog jönni’. Nem fölösleges használni vele együtt más jövőre vonatkozó szót: Il viendra demain ’Holnap fog eljönni’. Ez esetben a beszélt nyelvben helyettesíthető a jelen idővel: Il vient demain ’Holnap jön el’. A különbség e két példa között az, hogy az egyszerű jövő idő kötelezettségvállalásként, ígéretként mutatja be a cselekvést, miközben a jelen idő biztosabbnak állítja be a cselekvés bekövetkeztét.
A jövő idő egyáltalán nem használható a si-vel bevezetett feltételes mellékmondatban. Helyette csak a jelen időt lehet használni (lásd fentebb Jelen idő).

#### Előidejű jövő idő(futur antérieur)
Alakítása: avoir vagy être futur simple-ben és participe passé.
| Főnévi igenév | Személyalakok    | Személyalakok    | Személyalakok         | Személyalakok        | Személyalakok         | Személyalakok             |
| ------------- | ---------------- | ---------------- | --------------------- | -------------------- | --------------------- | ------------------------- |
| parler        | j’aurai parlé    | tu auras parlé   | il/elle/on aura parlé | nous aurons parlé    | vous aurez parlé      | ils/elles auront parlé    |
| aller         | je serai allé(e) | tu seras allé(e) | il/elle sera allé(e)  | nous serons allé(e)s | vous serez allé(e)(s) | ils/elles seront allé(e)s |

Az előidejű jövő idő a jövőbe helyezett, futur simple-vel vagy felszólító móddal kifejezett cselekvéssel, történéssel, állapottal szembeni előidejűséget fejez ki: Tu sortiras quand tu auras fini tes devoirs ’Akkor fogsz kimenni, amikor befejezted a házi feladataidat’, Quand tu auras terminé le rapport, envoie-le à la secrétaire ’Ha befejezted a jelentést, küldd el a titkárnőnek!’
Egyike a különösebb használatainak az, hogy független mondatban múltbéli feltételezett cselekvést fejez ki: Il revient déjà ; il aura manqué son train ’Már jön vissza; bizonyára lekéste a vonatot’.

#### Jövő idő a múltban(futur dans le passé)
Ennek alakja azonos a feltételes mód jelen idő alakjával (lásd lentebb), és függő beszédben, a főmondat múlt idejű állítmányához viszonyítva utólag, de ugyancsak a múltban lezajlott esemény kifejezésére használják: Tu m’as dit que tu m’appellerais. Pourquoi tu ne l’as pas fait ? ’Azt mondtad, felhívsz. Miért nem tetted?’

#### Közvetlen jövő idő(futur proche)
Alakítása: az aller ige kijelentő mód jelen idejű alakja + főnévi igenév:
| Főnévi igenév | Személyalakok  | Személyalakok | Személyalakok        | Személyalakok      | Személyalakok     | Személyalakok         |
| ------------- | -------------- | ------------- | -------------------- | ------------------ | ----------------- | --------------------- |
| parler        | je vais parler | tu vas parler | il/elle/on va parler | nous allons parler | vous allez parler | ils/elles vont parler |

Ez az igei körülírás a közlés időpontjához viszonyítva jövőbeli, de közeli cselekvést, történést vagy állapotot fejez ki. Ebben különbözik a sztenderd nyelvváltozatban az egyszerű jövő időtől: Dépêche-toi ! Le train va arriver ’Siess! Mindjárt itt lesz a vonat’. Azonban a beszélt nyelvben a közvetlen jövő idő gyakran helyettesíti az egyszerű jövőt, de csak állító mondatban, amikor szándékról, tervről van szó: Elle va se marier dans trois ans ’Három év múlva fog férjhez menni’.

#### Közvetlen jövő idő a múltban(futur proche du passé)
Alakítása: az aller ige kijelentő mód folyamatos múlt idejű alakja + főnévi igenév:
| Főnévi igenév | Személyalakok   | Személyalakok    | Személyalakok            | Személyalakok       | Személyalakok      | Személyalakok             |
| ------------- | --------------- | ---------------- | ------------------------ | ------------------- | ------------------ | ------------------------- |
| parler        | j’allais parler | tu allais parler | il/elle/on allait parler | nous allions parler | vous alliez parler | ils/elles allaient parler |

A futur proche du passé egy más múltbeli cselekvéshez viszonyítva fejez ki viszonylag kis idővel azután szándékozott vagy lezajlott cselekvést, történést:
- független mondatban: J’allais partir, mais j’ai changé d’avis au dernier moment ’Éppen elindultam volna, de az utolsó pillanatban meggondoltam magam’;
- mellékmondatban, például függő beszédben: Il ne m’a pas dit ce qu’il allait faire ’Nem mondta meg, mit fog tenni’.

### Kötőmód(subjonctif)
Kötőmódban két időalak használatos a szokásos nyelvi regiszterben: jelen idő és múlt idő.

#### Kötőmód jelen idő(subjonctif présent)
Alakítása: a kijelentő mód jelen idő többes szám harmadik személyű alak töve + személyragok:
| Főnévi igenév | Kijelentő mód jelen idő T/3 | Személyalakok  | Személyalakok   | Személyalakok         | Személyalakok       | Személyalakok      | Személyalakok          |
| ------------- | --------------------------- | -------------- | --------------- | --------------------- | ------------------- | ------------------ | ---------------------- |
| écrire ’írni’ | ils/elles écrivent          | que j’écrive   | que tu écrives  | qu’il/elle/on écrive  | que nous écrivions  | que vous écriviez  | qu’ils/elles écrivent  |
| finir         | ils/elles finissent         | que je finisse | que tu finisses | qu’il/elle/on finisse | que nous finissions | que vous finissiez | qu’ils/elles finissent |

Megjegyzések:
- A kötőmódhoz szinte hozzátartozik a que kötőszó, mivel majdnem mindig olyan mondat állítmányának a módja, amelyet que vagy que-t tartalmazó kötőszó értékű szókapcsolat vezet be.
- Minden igének a fentiek a személyragjai, kivéve avoir-t és être-et (lásd lentebb).
- Az egyes számú személyragok azonosak az 1. igeragozási csoport (-er-es főnévi igenév) kijelentő mód, jelen idő megfelelő ragjaival, ami az e csoportbeli igék alakját azonossá teszi a két igeidőben.
- Minden subjonctif présent-ban szabályos igének azonos az alakja kijelentő mód és kötőmód jelen idő többes szám 3. személyben.
- Minden szabályos igének azonos a többes szám 1. és 2. személyű alakja subjonctif présent-ban és kijelentő mód folyamatos múlt időben.
- A 2. csoportbeli (-ir-es főnévi igenév) igéknek minden személyragja előtt ott van az -iss- szuffixum.

Több ige rendhagyó. Példák különböző rendhagyó igekategóriákra:
| Főnévi igenév | Személyalakok | Személyalakok | Személyalakok       | Személyalakok     | Személyalakok    | Személyalakok        |
| ------------- | ------------- | ------------- | ------------------- | ----------------- | ---------------- | -------------------- |
| boire* ’inni’ | que je boive  | que tu boives | qu’il/elle/on boive | que nous buvions  | que vous buviez  | qu’ils/elles boivent |
| aller**       | que j’aille   | que tu ailles | qu’il/elle/on aille | que nous allions  | que vous alliez  | qu’ils/elles aillent |
| faire***      | que je fasse  | que tu fasses | qu’il/elle/on fasse | que nous fassions | que vous fassiez | qu’ils/elles fassent |
| avoir****     | que j’aie     | que tu aies   | qu’il/elle/on ait   | que nous ayons    | que vous ayez    | qu’ils/elles aient   |
| être****      | que je sois   | que tu sois   | qu’il/elle/on soit  | que nous soyons   | que vous soyez   | qu’ils/elles soient  |

* Két tövű, melyek közül az egyik rendhagyó.

** Két tövű, mindkettő rendhagyó.

*** Egy tövű, rendhagyó.

**** Rendhagyó tővel és rendhagyó ragokkal rendelkező.
A kötőmód jelen idő használandó az alábbi esetekben:
- független mondatban, egyes vagy többes szám harmadik személyű felszólítás: Qu’il vienne, s’il le veut ’Jöjjön csak, ha akar!’;
- que-vel bevezetett tárgyi vagy képes helyhatározói[23] mellékmondatban, ha a két mondat alanya nem azonos, és ha a főmondat állítmánya akaratot, kívánságot, bizonytalanságot, kétkedést, érzelmet fejez ki. Példák:

Je veux que tu m’attendes ’Azt akarom, hogy várj meg’;
Je souhaite que tu m’écoutes ’Azt kívánom, hogy hallgass meg’;
Je ne suis pas sûr que tu aies raison ’Nem vagyok benne biztos, hogy igazad van’;
Je doute que tu me comprennes ’Kétlem, hogy értesz engem’;
Je suis heureux que tu viennes avec moi ’Boldog vagyok, hogy velem jössz’;
- que-vel bevezetett alanyi mellékmondatban, ha a főmondat állítmánya szükségességet, bizonytalanságot vagy szubjektív ítéletet (pl. „kár/nem kár”, „jó/nem jó”, „sajnálatos” stb.) fejez ki, és ha a mellékmondat alanya meghatározott vagy az on névmással kifejezett:

Il faut que je m’en aille ’El kell mennem’;
Il est possible que je me trompe ’Lehetséges, hogy tévedek’;
Il n’est pas certain qu’on finisse le travail à temps ’Nem biztos, hogy időben befejezik a munkát’;
Dommage que tu partes déjà ’Kár, hogy már elutazol’;
- más határozói mellékmondatokban, ha azokat bizonyos kötőszavak vezetik be (mint avant que ’mielőtt’, afin que ’(azért,) hogy’, pour que ’(azért,) hogy’, bien que ’bár’, sans que ’anélkül, hogy’, à condition que ’azzal a feltétellel, hogy’, jusqu’à ce que ’amíg’): Il m’a rendu visite pour que je lui prête de l’argent ’Azért látogatott meg, hogy pénzt adjak neki kölcsön’;
- jelzői mellékmondatban, ha ez a főmondat alanyának kívánságát fejezi ki: Je cherche quelqu’un qui puisse m’aider ’Olyasvalakit keresek, aki tudna segíteni’;
- egyes felkiáltásokban, kivételes módon kötőszó nélkül: Vive la France ! ’Éljen Franciaország!’;
- a mai franciában a subjonctif imparfait helyett, azaz akkor is, ha az őt alárendelő ige jelen vagy jövő időben van, és akkor is, ha ez az ige múlt időben van: Il voulait que son ami l’aidât (régi nyelv) → Il voulait que son ami l’aide (mai nyelv) ’Azt akarta, hogy a barátja segítsen rajta’.

#### Kötőmód múlt idő(subjonctif passé)
Alakítása: avoir vagy être subjonctif présent-ban és participe passé:
| Főnévi igenév | Személyalakok       | Személyalakok       | Személyalakok              | Személyalakok            | Személyalakok             | Személyalakok                |
| ------------- | ------------------- | ------------------- | -------------------------- | ------------------------ | ------------------------- | ---------------------------- |
| parler        | que j’aie parlé     | que tu aies parlé   | qu’il/elle/on ait parlé    | que nous ayons parlé     | que vous ayez parlé       | qu’ils/elles aient parlé     |
| aller         | que je sois allé(e) | que tu sois allé(e) | qu’il/elle/on soit allé(e) | que nous soyons allé(e)s | que vous soyez allé(e)(s) | qu’ils/elles soient allé(e)s |

A kötőmód múlt idő használatát ugyanazok a mondattani szabályok határozzák meg, mint a jelen időjét, azzal a különbséggel, hogy a múlt idő előidejűséget fejez ki a főmondat állítmányához viszonyítva. Példa: Je suis content que tu aies passé de bonnes vacances ’Örvendek, hogy jól telt a szabadságod’.
A mai franciában a kötőmód múlt idő helyettesíti a subjonctif plus-que-parfait-t, azaz akkor is használják, ha az őt alárendelő ige jelen időben van, és akkor is, ha ez az ige múlt időben van. Példa: Il regrettait que son entreprise eût échoué (régi nyelv) → Il regrettait que son entreprise ait échoué (mai nyelv) ’Sajnálta, hogy vállalkozása sikertelen volt’.

### Feltételes mód(conditionnel)
A feltételes módban szokásosan használt időalakok a jelen idő és a múlt idő 1.-nek nevezett alakja.

#### Feltételes mód jelen idő(conditionnel présent)
Alakítása: a kijelentő mód egyszerű jövő idő alakjának a töve, amely az ige főnévi igenevének az alakja (-re képző esetén ennek -e-je nélkül) + a kijelentő mód folyamatos múlt idő személyragjai. Értelemszerűen feltételes mód jelen időben ugyanazok az igék rendhagyóak, mint kijelentő mód egyszerű jövő időben. Példák:
| Főnévi igenév | Személyalakok | Személyalakok | Személyalakok         | Személyalakok    | Személyalakok   | Személyalakok          |
| ------------- | ------------- | ------------- | --------------------- | ---------------- | --------------- | ---------------------- |
| parler        | je parlerais  | tu parlerais  | il/elle/on parlerait  | nous parlerions  | vous parleriez  | ils/elles parleraient  |
| attendre      | j’attendrais  | tu attendrais | il/elle/on attendrait | nous attendrions | vous attendriez | ils/elles attendraient |

A francia feltételes mód jelen idő használata általában azonos azzal, ami a magyarban szokásos, de vannak egyes különbségek:
- Nem bizonyos információ kifejezésére is használják, főleg a médiában: Il s’agirait d’un conflit familial d’ordre financier ’Állítólag pénzügyi jellegű családi konfliktusról van szó’.[25]
- Mellékmondatban a kijelentő mód egyszerű jövő idő helyett kell használni utóidejűség kifejezésére, ha a főmondat állítmánya múlt idejű (lásd fentebb Egyszerű jövő idő a múltban).
- Nem használható a si-vel bevezetett feltételes mellékmondat állítmányának alakjaként. Helyette a kijelentő mód folyamatos múlt időt kell használni (lásd fentebb Folyamatos múlt idő).

#### Feltételes mód múlt idő(conditionnel passé)
Alakítása: avoir vagy être conditionnel présent-ban és participe passé:
| Főnévi igenév | Személyalakok     | Személyalakok     | Személyalakok             | Személyalakok         | Személyalakok          | Személyalakok               |
| ------------- | ----------------- | ----------------- | ------------------------- | --------------------- | ---------------------- | --------------------------- |
| parler        | j’aurais parlé    | tu aurais parlé   | il/elle/on aurait parlé   | nous aurions parlé    | vous auriez parlé      | ils/elles auraient parlé    |
| aller         | je serais allé(e) | tu serais allé(e) | il/elle/on serait allé(e) | nous serions allé(e)s | vous seriez allé(e)(s) | ils/elles seraient allé(e)s |

Ezen igealak használata is megfelel általában a magyarbeliével. Különbségek:
- A közlés időpontjához viszonyítva múltbéli eseményre vonatkozó bizonytalan információ kifejezésére is használatos: Des débris de l’appareil auraient été retrouvés flottant au large des côtes brésiliennes ’Állítólag a gépből származó roncsokat találtak meg a víz felszínén, a brazil partok közelében’.[25]
- Mellékmondatban a kijelentő mód előidejű jövő idő helyett kell használni, ha a főmondat állítmánya múlt idejű: Julien nous avait promis qu’il nous téléphonerait dès qu’il serait rentré ’Julien azt ígérte, hogy felhív, amint hazatér’.
- Nem használható a si-vel bevezetett feltételes mellékmondat állítmányának alakjaként. Helyette a kijelentő mód régmúlt időt kell használni (lásd fentebb Régmúlt idő).

### Felszólító mód(impératif)
A felszólító mód két alakja (jelen idejű és múlt idejű) közül a másodikat ritkán halsználják.
A felszólító mód jelen idő használandó egyes szám második vagy többes szám első és második személyű felszólítás esetén. Alakja általában megegyezik a kijelentő mód jelen idő azonos személyalakjaival, azzal a különbséggel, hogy felszólító módban nem használható az alanyi funkciójú hangsúlytalan névmás, és egy helyesírási különbséggel: azon igék esetében (az egész 1. igecsoport és egyes 3. csoportbeli igék), amelyeknek kijelentő mód egyes szám második személyben -es ragjuk van, felszólító módban ez a rag -e-re vált.
A visszaható igék esetében a visszaható névmás a felszólító mód parancsoló alakjában az ige után helyezkedik el, írásban kötőjellel (pl. Lave-toi ! ’Mosakodj meg!’), de tiltó alakban a névmás előre kerül: Ne te lave pas !
Rendhagyók az avoir, être, savoir ’tudni’ és vouloir igék, olyan értelemben, hogy felszólító módú alakjuk nem a kijelentő mód jelen idejűvel azonos, hanem a kötőmód jelen idejűvel. Az utóbbi ige sajátossága még az, hogy csak többes szám 2. személyben használják, ’Szíveskedjék!’ jelentéssel.
| Főnévi igenév                   | Személyalakok | Személyalakok | Személyalakok |
| ------------------------------- | ------------- | ------------- | ------------- |
| parler                          | parle !       | parlons !     | parlez !      |
| ouvrir ’nyitni’ (3. igecsoport) | ouvre !       | ouvrons !     | ouvrez !      |
| finir                           | finis !       | finissons !   | finissez !    |
| attendre                        | attends !     | attendons !   | attendez !    |
| avoir                           | aie !         | ayons !       | ayez !        |
| être                            | sois !        | soyons !      | soyez !       |
| savoir                          | sache !       | sachons !     | sachez !      |
| vouloir                         | –             | –             | veuillez !    |

### Főnévi igenév(infinitif)
A francia főnévi igenévnek nem csak jelen idejű alakja van, hanem múlt idejű is.

#### Jelen idejű főnévi igenév(infinitif présent)
Alakítása: az ige töve + képző. Több főnévi igenevet alakító képző van a franciában:
- -er, pl. parler;
- -ir, pl. finir, courir;
- -re, pl. attendre;
- -oir, pl. vouloir.

Visszaható alakú igék esetében a visszaható névmás mindegyik személyalakjával használják a főnévi igenevet, pl. me/te/se/nous/vous/se baigner.
A jelen idejű főnévi igenév jellegzetessége még az, hogy tagadó alakjában a ne és a pas tagadószók mindketten az igenév előtt állnak.
A jelen idejű főnévi igenév az igék szótári alakja.
Mondatbeli funkciói:
- A főnévi igenév lehet alany: Ne pas assez dormir nuit à la santé ’Nem eleget aludni árt az egészségnek’.
- Helyettesíti az alanyi mellékmondatot, ha nincs meghatározva ennek alanya, beleértve ha ez nem az on névmás: Il faut partir (de nélkül) ’El kell menni’, Il est normal d’hésiter (de-vel, amely itt nem elöljárószó, hanem a főnévi igenévhez tartozik, annak jele)[29] ’Természetes ingadozni’. Megjegyzendő, hogy a franciában ebben az esetben a mondatban kötelezően két alany van: az il névmás látszólagos alany, a főnévi igenév pedig a valós alany.
- Amikor a főnévi igenév névszói állítmány része, akkor is de a főnévi igenév jele: L’essentiel n’est pas de gagner, c’est de participer ’Nem győzni lényeges, hanem részt venni’.
- Tárgyként a főnévi igenév jele lehet de, à vagy nulla, és két esetet lehet megkülönböztetni:
  - A főnévi igenév cselekvését is az őt alárendelő ige alanya végzi: Nos voisins ont décidé de déménager ’Szomszédaink elhatározták, hogy elköltöznek’, J’ai appris à conduire ’Megtanultam vezetni’, J’aime danser ’Szeretek táncolni’.
  - A főnévi igenévnek saját alanya van, és ekkor tárgyi mellékmondat állítmánya: Elle m’a dit de ne pas souffrir ’Azt mondta, hogy ne szenvedjek’, J’entends quelqu’un rire ’Hallok valakit nevetni’.[30]
- A főnévi igenév határozó is lehet, elöljáróval:
  - képes helyhatározó: Il rêve de partir ’Arról álmodozik, hogy majd elutazik’, Elle pense à renoncer à son voyage ’Arra gondol, hogy lemond az utazásáról’ (Itt a de és az à tényleges elöljárók);[31]
  - másféle határozó, általában ha a cselekvését az alárendelő ige alanya végzi: Il travaille pour ne pas s’ennuyer ’Azért dolgozik, hogy ne unatkozzon’.
- A főnévi igenév jelző is lehet: L’idée de partir en vacances à la ferme ne lui plaisait guère ’Az az ötlet, hogy falusi portára menjen szabadságra, nem nagyon tetszett neki.[32]
- Melléknévnek alárendelve a főnévi igenév lehet egyszerű bővítmény (Ce livre est facile à lire ’Ez a könyv könnyen olvasható’) vagy a melléknév által kifejezett tulajdonság nagy mértékét, és ennek következményét kifejező: Le bus était plein à craquer ’A busz olyan zsúfolt volt, hogy majd megrepedt’.[33]
- Független mondatban is lehet állítmány a főnévi igenév, a felszólító mód helyett, mégpedig írott felszólítás vagy tiltás, például feliratokban, receptekben, használati utasításokban: Bien agiter avant usage ’Jól felrázni használat előtt’, Ne pas laisser à la portée des enfants ’Nem szabad gyerekek keze ügyében hagyni’.

#### Múlt idejű főnévi igenév(infinitif passé)
Alakítása: avoir vagy être jelen idejű főnévi igeneve + múlt idejű melléknévi igenév.
A múlt idejű főnévi igenév tagadó alakjában a pas tagadószó állhat a segédige után (pour n’avoir pas compris cette réalité ’mert nem értette meg ezt a valóságot’), de a modern köznyelvben inkább ugyanaz a szórend, mint a jelen idejű főnévi igenév esetében: pour ne pas avoir compris.
A jelen idejű alak funkcióinak egy része itt is megtalálható, azok, amelyek együtt járhatnak előidejű cselekvés kifejezésével:
- alany: Il faut avoir vécu un tel événement pour comprendre sa réaction ’Szükséges ilyen esemény megélése ahhoz, hogy érthető legyen a reagálása’;
- névszói állítmány része: L’important pour l’entreprise est d’avoir survécu à la crise ’Az fontos a vállalat szempontjából, hogy túlélte a válságot’;
- tárgy: Il regrette de s’être impliqué dans cette affaire ’Sajnálja, hogy belekeveredett ebbe az ügybe’;
- határozó: Il est content d’avoir reçu ce prix ’Örül, hogy megkapta ezt a díjat’, Après avoir déjeuné, il s’est couché ’Miután megebédelt, lefeküdt’;
- jelző: ll était tourmenté par l’impression de s’être trompé ’Gyötörte az a benyomás, hogy tévedett’.

### Melléknévi igenév(participe)

#### Jelen idejű melléknévi igenév(participe présent)
Alakítása: a kijelentő mód folyamatos múlt idő alakjának a töve + az -ant képző. A 2. igeragozási csoporthoz tartozó igék -iss- szuffixuma itt is jelen van:
| Főnévi igenév | Folyamatos múlt idő | Jelen idejű melléknévi igenév |
| ------------- | ------------------- | ----------------------------- |
| faire         | nous faisions       | faisant                       |
| être          | nous étions         | étant                         |
| finir         | nous finissions     | finissant                     |

Két rendhagyó ige van, melyek melléknévi igenevének a töve azonos a kötőmód jelen idejű alakjuk tövével:
| Főnévi igenév | Kötőmód jelen idő | Jelen idejű melléknévi igenév |
| ------------- | ----------------- | ----------------------------- |
| avoir         | que nous ayons    | ayant                         |
| savoir        | que nous sachions | sachant                       |

Visszaható igék esetén jelen van az igenév alakja előtt a visszaható névmás, minden személyben: me/te/se/nous/vous/se lavant. Mondatban: Me rendant compte que je m’étais trompé, j’ai demandé des excuses ’Mivel rájöttem, hogy tévedtem, elnézést kértem’.
A beszélt nyelvben a jelen idejű melléknévi igenevet többnyire tényleges melléknévként használják, és ekkor mindig egyeztetik nemben és számban:
- jelzőként a jelzett főnévvel: des découvertes passionnantes ’lelkesítő felfedezések’;
- névszói állítmány részeként az alannyal: Ces découvertes sont passionnantes ’Ezek a felfedezések lelkesítőek’.

A jelen idejű melléknévi igenév alakja főnévként is használatos, személyek megnevezésére: commerçant, commerçante ’kereskedő’, dirigeant, dirigeante ’vezető’.
Az írott nyelvben kétféle mellékmondat helyettesíthető jelen idejű melléknévi igenévvel alkotott szerkezettel:
- jelzői mellékmondat: la personne qui se trouve à droite ’az a személy, aki a jobb oldalon tartózkodik’ → la personne se trouvant à droite ’a jobb oldalon tartózkodó személy’;[35]
- határozói mellékmondat: Comme il n’avait plus d’argent… ’Mivel már nem volt pénze, …’ → N’ayant plus d’argent….

#### Múlt idejű melléknévi igenév(participe passé)
Alakítása: a kijelentő mód egyszerű múlt idő alakjának a töve + az alább látható képzők:
| Főnévi igenév    | Kijelentő mód egyszerű múlt idő | Múlt idejű melléknévi igenév |
| ---------------- | ------------------------------- | ---------------------------- |
| parler           | je parlai                       | parlé                        |
| finir            | je finis                        | fini                         |
| suivre ’követni’ | je suivis                       | suivi                        |
| courir           | je courus                       | couru                        |

Az 1. csoportbeli igéken kívül a legtöbb igének az egyszerű múltban levő jellegzetes magánhangzója a participe passé képzője.
Egyes 3. csoportbeli igék participe passé képzője mássalhangzó (-s vagy -t), amely előtt az egyszerű múltjuk alakjában levő jellegzetes magánhangzó is ott van:
| Főnévi igenév       | Kijelentő mód egyszerű múlt idő | Múlt idejű melléknévi igenév |
| ------------------- | ------------------------------- | ---------------------------- |
| prendre ’(el)venni’ | je pris                         | pris                         |
| dire ’mondani’      | je dis                          | dit                          |

Fontosabb rendhagyó participe passé alakok: être → été, écrire → écrit, faire → fait, venir → venu.
A participe passé használata is lehet tényleges melléknévi, és ekkor jelzőként nemben és számban egyeztetendő a jelzett főnévvel, pl. une pièce jouée ’eljátszott színdarab’.
Igei használata elsősorban az összetett igeidők és igenév-idők alakjában van (lásd az idáig bemutatottakat). Ilyen minőségében olykor nem egyeztetett, máskor egyeztetett, vagy az alannyal, vagy a tárggyal. Ezen egyeztetés szabályai meglehetősen bonyolultak, de csak az írott nyelvet érintik, kivéve ha a participe passé mássalhangzóra végződik és nőnemben kell állnia, ami hallhatóvá teszi a mássalhangzót. Íme a fontosabb esetek:
- egyeztetés az alannyal, amikor être a segédige, és az ige cselekvő: Elles sont montées dans le train ’Felszálltak a vonatra’ (nőnem többes számú alany);
- egyeztetés az alannyal, amikor être a segédige, és az ige szenvedő: Les voyageurs ont été bien contrôlés ’Az utazókat jól átvizsgálták’;
- egyeztetés az alannyal, amikor être a segédige, az ige visszaható, és a visszaható névmás tárgyi funkciójú: Ils se sont levés tard ’Későn keltek fel’ (hímnem többes számú alany);
- egyeztetés nélkül, amikor être a segédige, az ige visszaható, és a visszaható névmás részeshatározó: Ils se sont téléphoné plusieurs fois avant de se rencontrer ’Többször telefonáltak egymásnak, mielőtt találkoztak’;
- egyeztetés nélkül, amikor avoir a segédige, és ha az ige tárgyatlan (Mes frères ont beaucoup voyagé ’A testvéreim sokat utaztak’) vagy tárgyas, de a mondatban nincs tárgya (Ma sœur a déjà fini ’A nővérem már befejezte’), avagy ha a tárgy az ige után van: Lucie a acheté des fleurs ’Lucie virágokat vett’;
- egyeztetés a tárggyal, amikor avoir a segédige, és a tárgy az ige előtt van: Quelles fleurs a achetées Lucie ? ’Milyen virágokat vett Lucie?’

#### Jelen idejű határozói igenév(gérondif présent)
Alakítása: en elöljáró + jelen idejű melléknévi igenév. Visszaható alakú igék esetében a visszaható névmás minden alakját használják, és ez en és a melléknévi igenév alakja között foglal helyet: en me/te/se/nous/vous/se baignant. Ugyanott a helye a ne tagadószónak is: en ne me baignant pas.
Ennek az igenévnek soha sem lehet saját alanya. Cselekvése mindig egy időben zajlik az őt alárendelő igéjével, és emez cselekvésének körülményét fejezi ki. Leginkább módhatározói, időhatározói, okhatározói vagy feltételhatározói funkciója van, melyek olykor összefonódnak. Példák: Le client est sorti du bar en titubant ’A vendég dülöngélve ment ki a bárból’, Ils ont eu un accident en rentrant de vacances ’Balesetük volt, amikor szabadságról mentek haza’, C’est en tombant qu’elle s’est foulé la cheville ’Úgy ficamította ki a bokáját, hogy elesett’, En ne répondant pas, vous vous accusez ’Azzal, hogy nem válaszol, saját magát vádolja’.
Ha az en elé még a tout határozószót is kiteszik, akkor megerősödik a határozói igenév és az ige cselekvésének az egyidejűsége, és ugyanakkor ellentét fejeződik ki a két cselekvés között: Elle tricotait tout en regardant la télé ’Úgy kötögetett, hogy közben a tévét nézte’.